# Asmongold
Zack Hoyt, známý jako Asmongold, je americký online streamer, YouTuber a pravicový politický komentátor. V minulosti tvořil obsah z videoher, a to zejména ze hry World of Warcraft. Postupně se však začal zaměřovat také na komentování politiky a jím tvořený obsah se tak dnes zaměřuje zejména na aktuální politické dění a novinky ze světa videoher. 

## Život
Pochází z Floridy, ale vyrůstal v Austinu v Texasu. Již od dětství měl v oblibě videohry, a to zejména hry na hrdiny. Hru World of Warcraft aktivně začal hrát v roce 2006, na platformě YouTube začal natáčet videa v roce 2009, v roce 2011 začal vysílat také na platformě Twitch; v roce 2014 se tvorbou obsahu začal živit. Po absolvování střední školy navštěvoval univerzitu, ale její studium nedokončil, protože se chtěl soustředit na svou kariéru internetového tvůrce obsahu. V letech 2012 až 2013 byl zaměstnancem americké Internal Revenue Service.
Je spoluzakladatelem společnosti mediální organizace One True King a společnosti Starforge Systems, která se zaměřuje na prodej herních počítačů. 
V říjnu 2024 kritizoval Palestince, která mj. nazval "strašnými lidmi z podřadné kultury." Kromě toho pronesl několik dalších podobných výroků, za což byl platformou Twitch, na které výroky pronesl, dočasně zablokován. Jeho politické názory a vystupování dlouhodobě vyvolávají rozporuplné reakce.
V říjnu 2021 zemřela Hoytova matka na následky chronické obstrukční plicní nemoci.
V roce 2025 se stal nejsledovanějším streamerem na platformě Twitch v Severní Americe.

## Ocenění
| Rok  | Soutěž              | Kategorie            | Výsledek  |
| ---- | ------------------- | -------------------- | --------- |
| 2020 | Esports Awards 2020 | Streamer of the Year | Nominován |
| 2021 | The Streamer Awards | Best MMORPG Streamer | Vyhrál    |
| 2022 | Esports Awards 2022 | Streamer of the Year | Nominován |
| 2022 | The Streamer Awards | Best MMORPG Streamer | Vyhrál    |
| 2023 | The Streamer Awards | Best MMORPG Streamer | Nominován |